# Académie de la Grande Chaumière

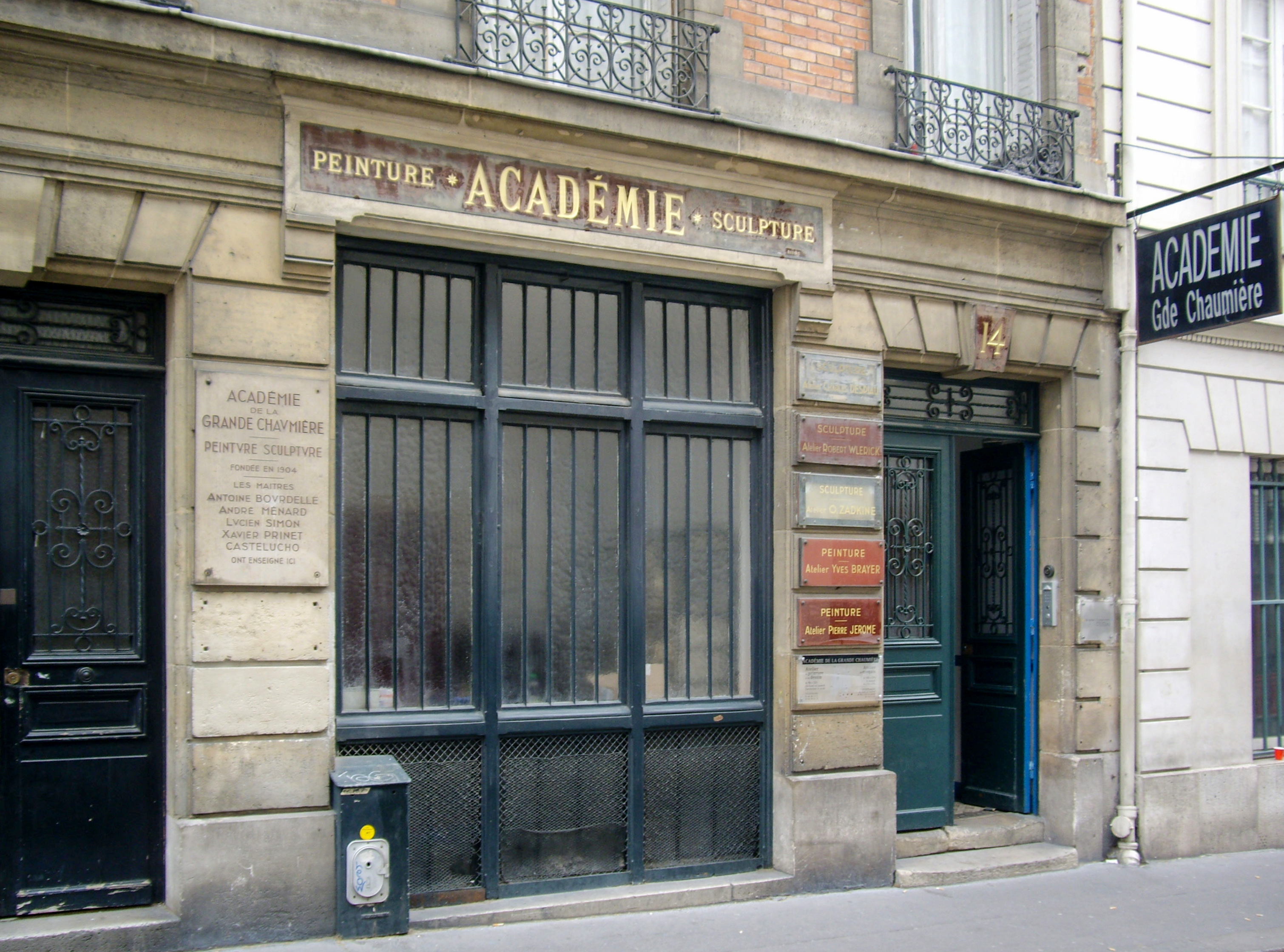
Ingang van de Académie

De Académie de la Grande Chaumière is een kunstacademie  in Parijs, Montparnasse aan de 14, Rue de la Grande Chaumière. 

## Omschrijving
De academie werd rond 1902 gesticht en van 1909 tot 1945 geleid door de Zwitserse schilderes Martha Stettler (1870-1945) en haar Baltische vriendin Alice Dannenberg (1861-1948). Nog steeds op dezelfde plek, wordt de academie sinds 1950 voortgezet door de familie Charpentier. Vanwege het open karakter van de opleiding is er nauwelijks archiefmateriaal voorhanden, waaruit zich precies laat vaststellen wie, wanneer aan de academie ingeschreven was. In de eerste helft van de twintigste eeuw was de Académie de la Grande Chaumière de beroemdste kunstacademie in Parijs.

## Leraren
1902 tot 1945
- Jacques Emile Blanche
- Émile-Antoine Bourdelle
- Olga Boznańska
- Claudio Castelucho
- Othon Friesz
- Eugène Grasset
- Xavier Prinet
- Walter Sickert
- Lucien Simon

na 1950
- Fernand Léger
- André Lhote
- Ossip Zadkine

## Leerlingen
1902 tot 1950
- Balthus
- Pierre Henri Bayaux
- Louise Bourgeois
- Alexander Calder
- Luc-Peter Crombé
- Isaac Frenkel Frenel
- Alberto Giacometti
- Bruno Giorgi
- Boris Grigorjev
- Otto Gutfreund
- Bror Hjorth
- René Iché
- André Lanskoy
- Henk van Leeuwen van Oudewater
- Tamara de Lempicka
- Joan Miró
- Amedeo Modigliani
- Meret Oppenheim
- Wilfrid Perraudin
- Serge Poliakoff
- Germaine Richier
- Kurt Seligmann
- Arpad Szenes
- Ed van Teeseling
- Maria Helena Vieira da Silva
- Bradley Walker Tomlin
- Gretchen Wohlwill

na 1950
- Yaacov Agam
- Inge Blum
- Jos De Cock
- An Dekker
- Oskar Holweck
- Jan Kölling
- Dani Karavan
- Valérie Kuborn
- Max Mertz
- Hubert Minnebo
- Alicia Penalba
- Krishna Reddy
- Erwin Rehmann
- Mathias Spescha
- Shinkichi Tajiri
- André Thomkins
- Charles Wilp